# Distretto di Belo sur Tsiribihina
Il distretto di Belo sur Tsiribihina è un distretto del Madagascar situato nella regione di Menabe. Ha per capoluogo la città di Belon'i Tsiribihina.
La popolazione del distretto è di 117 623 abitanti (censimento 2011).